# Huaraz
Huaraz (55.000 Einwohner; 119.000 Einwohner in der Agglomeration) ist eine Stadt des südamerikanischen Anden-Staates Peru und Hauptstadt der Region Ancash, ca. 350 km nördlich von Lima in den Anden gelegen (3100 m). Die Stadt ist mit dem nördlich angrenzenden urbanen Bereich des Distrikts Independencia zur Agglomeration Huaraz verschmolzen.

## Lage
Huaraz ist das Zentrum des landwirtschaftlich bedeutsamen Tales Callejón de Huaylas sowie Ausgangspunkt für die angrenzende Hochgebirgsregion Cordillera Blanca mit Perus höchstem Berg Huascarán (6768 m). Es liegt an der Mündung des Rio Quilcay in den Rio Santa. Huaraz wurde im 20. Jahrhundert vier Mal von Lawinen getroffen, die aus der Cordillera Blanca heraus die Stadt überrollten.

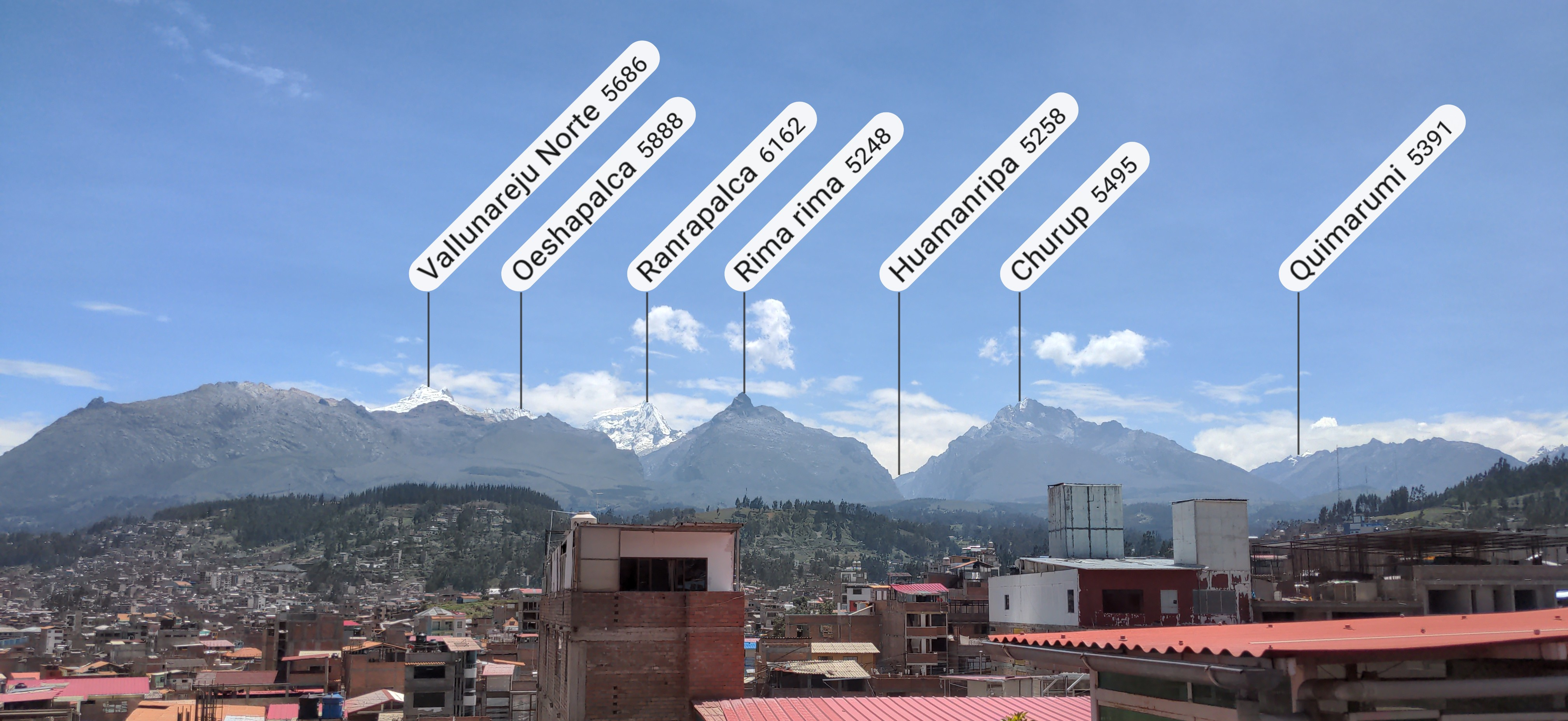
Blick nach Nord-Osten über Huaraz auf die teilweise schneebedeckten Gipfel der Cordillera Blanca, aufgenommen von einer Dachterrasse in Huaraz

## Geschichte

### Vorkolumbianische Zeit
Sieben Kilometer nördlich der Stadt liegt Willkawayin, eine über 1000 Jahre alte Tempel- und Wehranlage aus schweren Megalith-Quadern. Aufgrund der Struktur der Gebäude und der Außen- und Innenverzierungen nimmt man an, dass Willkawayin zur Zeit der Wari-Kultur errichtet worden ist, einer der vor-inkaischen Regionalkulturen Südamerikas, die in der Zeit von etwa 600 bis 1100 n. Chr. die Küste und die westliche Andenregion des heutigen Peru beherrschte.

### Neuzeit
Nach der Eroberung Perus durch die Spanier gründete Alonso de Santoyo 1574 eine Siedlung und Missionsstation namens „Pampa Huarás de San Sebastián“, die den Status einer Doctrina (wörtlich „Glaubenslehre“, als Ortsbezeichnung im Sinne von „Ort der Glaubenslehre“ verwendet) hatte. Daraus entwickelte sich die heutige Stadt.
Seit 1899 ist die Stadt Sitz des Bistums Huaraz.
1932 war Huaraz einer der Schauplätze der gescheiterten Aufstände von Anhängern der Alianza Popular Revolucionaria Americana (APRA) gegen die Herrschaft von General Luis Miguel Sánchez Cerro.

### Zerstörung 1941
Am frühen Morgen des 13. Dezember 1941 stürzte ein riesiger Eisturm in den 22 km nordöstlich der Stadt auf 4566 m gelegenen Palcacocha-See und führte zum Bruch des Moränenwalls, der den See talwärts begrenzte. Die Flutwelle durchbrach auch den talabwärts liegenden Jiracocha-See, stürzte das Cohup-Tal hinab und riss Erde, Pflanzen und Felsen mit sich. Innerhalb von 15 Minuten erreichte die Schlammlawine die Stadt Huaraz, wo gegen 6:45 Uhr rund 400.000 m³ Schuttmaterial weite Teile der Stadt zerstörte und 5.000 bis 7.000 Menschen tötete.

### Zerstörung 1970
Huaraz wurde durch ein Erdbeben am 31. Mai 1970 zerstört, wobei schätzungsweise 10.000 Menschen ums Leben kamen. Fast die gesamte alte Architektur der Stadt wurde dabei vernichtet. Die Stadt wurde vollständig neu aufgebaut.

## Tourismus
Huaraz ist die größte Stadt im Tal des Río Santa und ein wichtiger Ausgangspunkt für Wanderungen in der Cordillera Blanca.

## Wirtschaft
Huaraz ist das Handelszentrum eines Agrargebiets mit Weizen-, Mais- und Kartoffel-Anbau. In der Umgebung werden Silber, Zinnober und Kohle abgebaut. Auch gibt es Webereien und Brauindustrie.

## Klima
Die in etwa 3052 m über dem Meeresspiegel gelegene Stadt hat ein angenehm kühles Klima; doch wird es nie so kalt, dass Wasser gefriert.
|                       | Jan | Feb | Mär | Apr | Mai | Jun | Jul | Aug | Sep | Okt | Nov | Dez |   |      |
| Mittl. Tagesmax. (°C) | 19  | 19  | 19  | 20  | 19  | 20  | 19  | 20  | 20  | 21  | 20  | 21  | ⌀ | 19,8 |
| Mittl. Tagesmin. (°C) | 7   | 7   | 6   | 5   | 3   | 1   | 0   | 3   | 4   | 6   | 6   | 7   | ⌀ | 4,6  |
|                       |     |     |     |     |     |     |     |     |     |     |     |     |   |      |
| Niederschlag (mm)     | 36  | 69  | 54  | 33  | 6   | 0   | 0   | 0   | 9   | 33  | 42  | 39  | Σ | 321  |
|                       |     |     |     |     |     |     |     |     |     |     |     |     |   |      |
| Sonnenstunden (h/d)   | 5   | 4   | 6   | 7   | 8   | 8   | 8   | 8   | 7   | 7   | 7   | 5   | ⌀ | 6,7  |
|                       |     |     |     |     |     |     |     |     |     |     |     |     |   |      |
| Regentage (d)         | 8   | 10  | 11  | 5   | 2   | 0   | 0   | 0   | 2   | 7   | 7   | 8   | Σ | 60   |

| 7 |

| 7 |

| 6 |

| 5 |

| 3 |

| 1 |

| 0 |

| 3 |

| 4 |

| 6 |

| 6 |

| 7 |

| 7 |

| 7 |

| 6 |

| 5 |

| 3 |

| 1 |

| 0 |

| 3 |

| 4 |

| 6 |

| 6 |

| 7 |

| N i e d e r s c h l a g | 36  | 69  | 54  | 33  | 6   | 0   | 0   | 0   | 9   | 33  | 42  | 39  |
|                         | Jan | Feb | Mär | Apr | Mai | Jun | Jul | Aug | Sep | Okt | Nov | Dez |

## Persönlichkeiten
- Leonardo Villanueva Meyer (1891–1981), Architekt
- César Augusto Huerta Ramírez (* 1975), römisch-katholischer Geistlicher, Bischof von Sicuani